# Paramonecphora homochroma
Paramonecphora homochroma är en insektsart som först beskrevs av Karsch 1894.  Paramonecphora homochroma ingår i släktet Paramonecphora och familjen spottstritar. Inga underarter finns listade i Catalogue of Life.